# Saint-Pierre-du-Regard
Saint-Pierre-du-Regard is een gemeente in het Franse departement Orne (regio Normandië). De plaats maakt deel uit van het arrondissement Argentan. De gemeente telde 1.335 inwoners op 1 januari 2022.

## Geografie
De oppervlakte van Saint-Pierre-du-Regard bedroeg op 1 januari 2022 9,3 vierkante kilometer; de bevolkingsdichtheid was toen 143,5 inwoners per km².

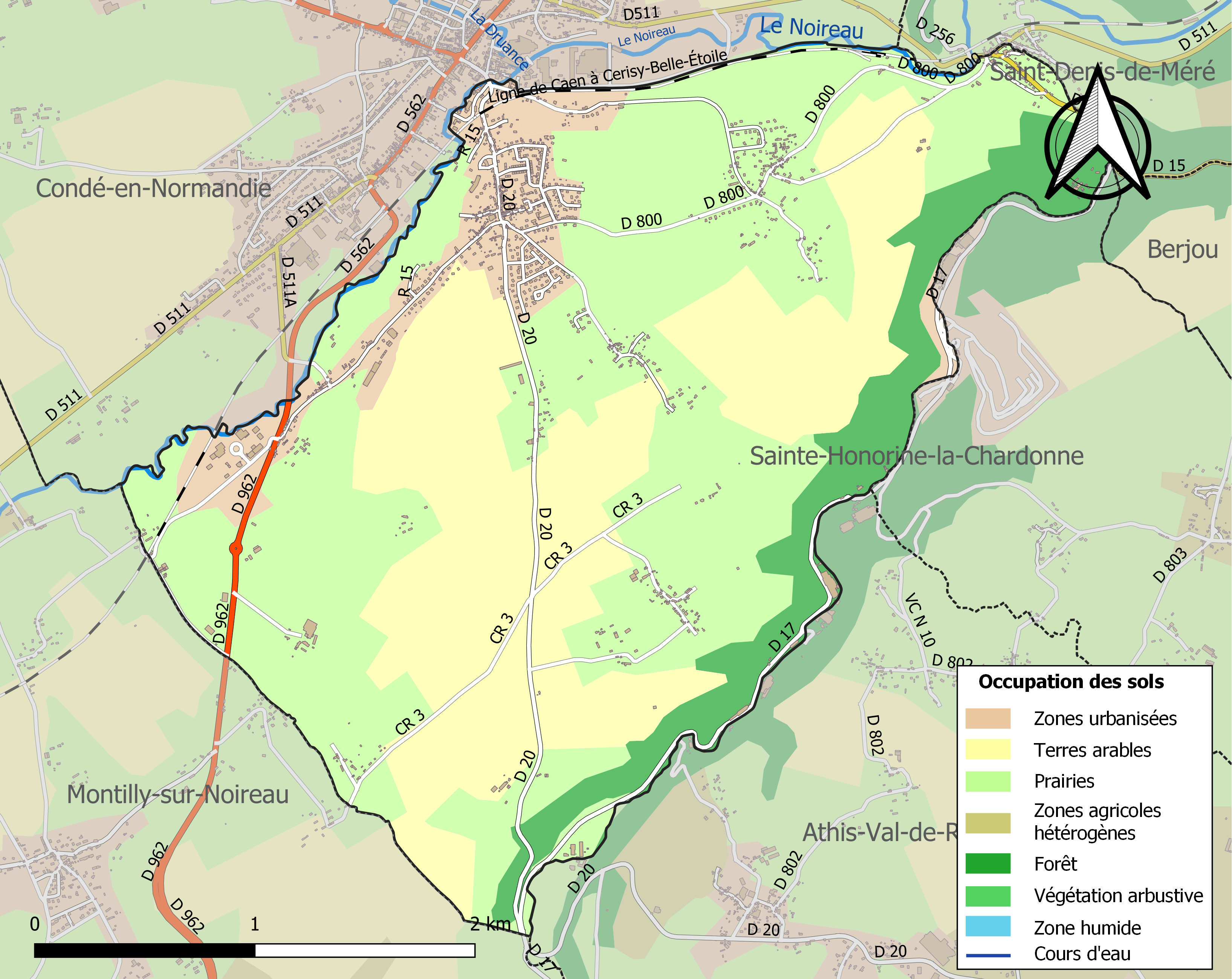
Kaart van de gemeente met belangrijkste infrastructuur, bodemgebruik en omliggende gemeenten

## Verkeer en vervoer
In de gemeente ligt het gesloten spoorwegstation Pont-Érambourg.

## Demografie
Onderstaande figuur toont het verloop van het inwonertal (bron: INSEE-tellingen).

## Geboren in Saint-Pierre-du-Regard
- Raymond Martin (1949), voormalig wielrenner